# Vẫn thạch Murchison
Vẫn thạch Murchison là một vẫn thạch lớn, đã rơi xuống Trái Đất tại một địa điểm gần Murchison, Victoria thuộc lãnh thổ Úc vào năm 1969. Nó là một trong những vẫn thạch được nghiên cứu nhiều nhất do khối lượng lớn (>100 kg (220 lb)), nó thuộc về nhóm vẫn thạch giàu hợp chất hữu cơ.
Vào tháng 1 năm 2020, các nhà thiên văn học cho biết vật liệu lâu đời nhất trên Trái Đất được tìm thấy cho đến nay là vẫn thạch Murchison, được xác định đã 7 tỷ năm tuổi, nhiều hơn hàng tỷ năm tuổi so với 4,54 tỷ năm tuổi của Trái Đất và nhiều hơn cả hệ mặt trời.

## Lịch sử
Ngày 28 tháng 9 năm 1969 vào khoảng 10:58 sáng giờ địa phương, tại một địa điểm gần Murchison, Victoria, Úc, một quả cầu lửa rực sáng được quan sát tách thành ba mảnh trước khi biến mất, để lại một đám khói mịt mù. Khoảng 30 giây sau thì có một cơn chấn động mạnh. Nhiều mảnh vỡ đã được tìm thấy trên một khu vực rộng 13 kilômét vuông (5,0 dặm vuông Anh), với khối lượng riêng lên tới 7 kilôgam (15 lb); một mảnh trong đó nặng 680 gam (1,5 lb), phá vỡ một mái nhà và rơi xuống một bãi cỏ khô. Tổng khối lượng thu được của mảnh vẫn thạch là 100 kilôgam (220 lb).

## Phân loại và thành phần
Vẫn thạch được phân loại thuộc nhóm chondrite cacbon. Giống như hầu hết chondrites CM, Murchison là vẫn thạch loại 2, điều đó có nghĩa là nó đã từng trải qua biến đổi lớn bởi chất lỏng giàu nước trong thiên thạch mẹ trước khi rơi xuống Trái Đất. CM chondrites, cùng với nhóm CI, rất giàu carbon và là một trong những vẫn thạch nguyên thủy nhất về mặt hóa học. Giống như các vẫn thạch chondrites CM khác, Murchison chứa phong phú calci-nhôm. Hơn 15 amino acid, một số thành phần cơ bản của sự sống đã được xác định trong thiên thạch bằng nhiều nghiên cứu.
Vào tháng 1 năm 2020, các nhà thiên văn học cho biết các hạt silicon carbide trong thiên thạch Murchison đã được xác định là 7 tỷ năm tuổi nhiều hơn 2,5 tỷ năm so với 4,54 tỷ năm tuổi của Trái Đất cũng như chính hệ mặt trời và là vật liệu lâu đời nhất trên Trái Đất được tìm thấy cho đến nay.

## Các hợp chất hữu cơ

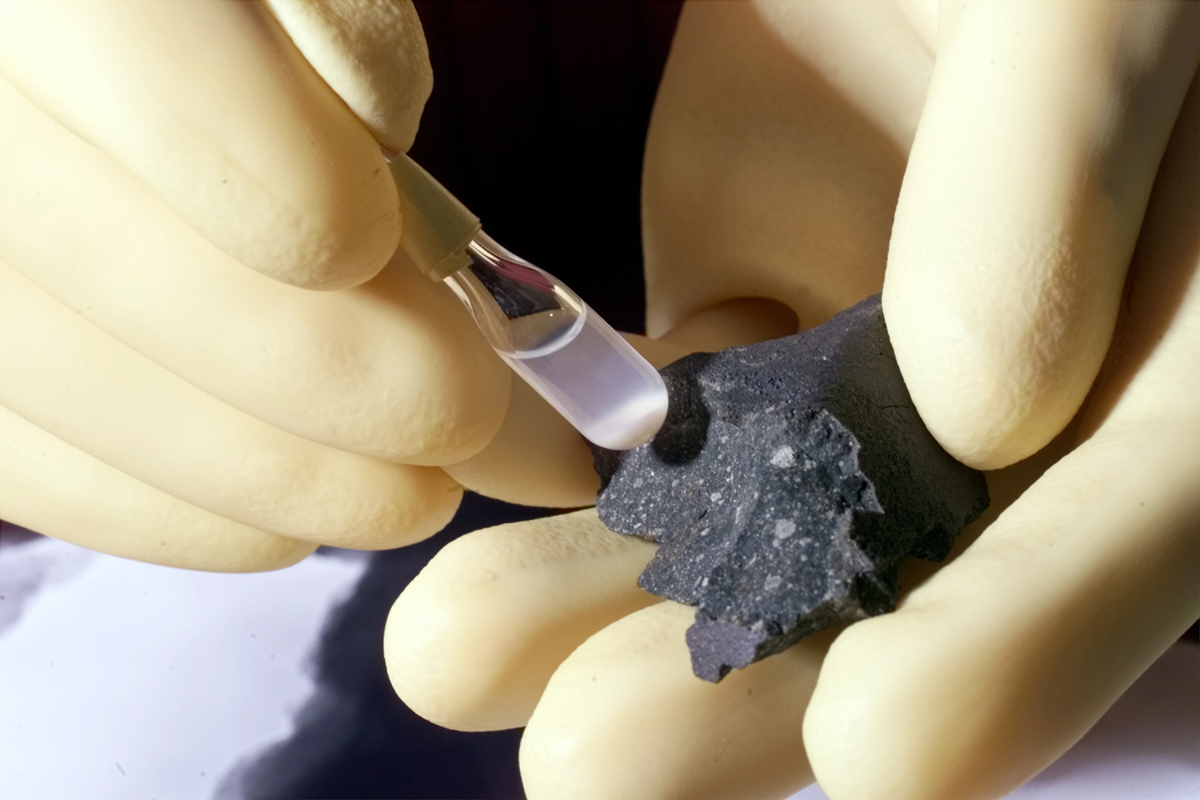
Mảnh vỡ của vẫn thạch Murchison (ở bên phải) và các hạt riêng lẻ (trong ống nghiệm).

Vẫn thạch Murchison chứa các amino acid phổ biến như glycine, alanine và glutamic acid cũng như các loại amino acid khác như isovaline và pseudoleucine. Một hỗn hợp phức hợp ankan cũng được phân lập, tương tự như trong thí nghiệm Miller-Urey. Serine và threonine, thường được coi là chất gây ô nhiễm Trái Đất không tìm thấy trong các mẫu. Một nhóm amino acid gọi là axit diamino cũng được xác định trong thiên thạch Murchison.
Báo cáo ban đầu cho thấy các amino acid là racemic, nó đã hình thành một cách vô sinh vì amino acid của protein trên Trái Đất tất cả có cấu hình L. Sau đó, amino acid alanine (cũng là một amino acid protein) đã được tìm thấy trong vẫn thạch, chúng vượt quá cấu hình L, khiến nhiều người nghi ngờ ô nhiễm trên mặt đất, họ lập luận rằng nó sẽ "không bình thường đối với sự phân hủy có chọn lọc đối với các chất lập thể phi sinh học hoặc sự tổng hợp amino acid xảy ra với amino acid protein nhưng không xảy ra với amino acid không phải protein." Năm 1997, cấu hình vượt mức L cũng được tìm thấy trong một amino acid không protein là isovaline, đặt ra ý kiến về một nguồn sống ngoài Trái Đất cho sự bất đối xứng phân tử trong hệ mặt trời này. Đồng thời, sự dư thừa L của alanine một lần nữa được tìm thấy ở Murchison nhưng hiện tại với mức giàu ở đồng vị 15N,, tuy nhiên, sau đó đã diễn ra cuộc tranh luận về sự ghép đôi đồng vị dựa trên cơ sở phân tích. Danh sách các vật chất hữu cơ được xác định trong thiên thạch được mở rộng dài thêm với các polyol vào năm 2001.
| Lớp tổng hợp          | Nồng độ (ppm) |
| --------------------- | ------------- |
| amino acid            | 17–60         |
| Hợp chất không vòng   | >35           |
| Hydrocarbon thơm      | 3319          |
| Fullerene             | >100          |
| Axit cacboxylic       | >300          |
| Axit cacboxylic hydro | 15            |
| Purin và Pyrimidine   | 1.3           |
| Alcohol               | 11            |
| Axit sulfonic         | 68            |
| Axit phosphorơ        | 2             |
| Toàn bộ               | >3911,3       |

Mặc dù vẫn thạch chứa một hỗn hợp các amino acid thuận tay trái và amino acid thuận tay phải, hầu hết các amino acid được sử dụng bởi các sinh vật sống đều thuận tay trái theo tính chất hình học phân tử và ion, hầu hết các loại đường được sử dụng thuận tay phải. Một nhóm các nhà hóa học ở Thụy Điển đã chứng minh vào năm 2005 rằng sự đồng nhất của hình học phân tử-ion và thuận tay có thể đã được kích hoạt hoặc xúc tác do tác động của một amino acid thuận tay trái như Proline.
Một số bằng chứng cho thấy các phần bên trong của các mảnh vẫn thạch được bảo quản tốt từ Murchison là nguyên sơ. Một nghiên cứu năm 2010 sử dụng các công cụ phân tích độ phân giải cao bao gồm quang phổ, đã xác định 14.000 hợp chất phân tử bao gồm 70 amino acid trong một mẫu của thiên thạch. Phạm vi phân tích giới hạn bằng Phương pháp khối phổ đã thống kê được 50.000 thành phần phân tử độc đáo, nhóm nghiên cứu ước tính khả năng của hàng triệu hợp chất hữu cơ riêng biệt trong thiên thạch.

## Nucleobase
Các hợp chất purin và pyrimidine đã được tìm thấy trong thiên thạch Murchison. Tỷ lệ đồng vị carbon của uracil và xanthine trong mức δ13C = +44.5‰ và +37.7‰, tương ứng, chỉ ra nguồn gốc không phải trên cạn cho các hợp chất này. Mẫu vật này chứng minh rằng nhiều hợp chất hữu cơ có thể đã được cung cấp bởi các hệ mặt trời đầu tiên và có thể đã đóng một vai trò quan trọng trong nguồn gốc sự sống.